# فتحي أبو مغلي
فتحي عبد الله مسعود أبو مغلي، طبيب، ووزير صحة فلسطيني، من مواليد مدينة نابلس عام 1951م، درس الطب في جامعة أثينا، عاصمة اليونان، وحصل على الاختصاص في الأمراض الصدرية أيضا من اليونان، حيث تدرب وعمل في مستشفياتها.
مارس مهنته كطبيب امراض صدرية في عمان عاصمة الأردن حيث عاش طفولته وصباه كما عمل مستشار لعدد من المؤسسات الصحية الأردنية.

## حياته
عاد الدكتور فتحي أبو مغلي إلى فلسطين في عام 1998 حيث عمل مديرا" لمشروع تطوير النظام الصحي الممول من البنك الدولي لصالح وزارة الصحة الفلسطينية والذي تم خلاله بناء عشرات العيادات الصحية من اجل تطوير البنى التحتية للرعاية الصحية الاولية كما تم وضع العديد من البروتوكولات العلاجية لاهم الأمراض المزمنة وتطوير نظام محوسب للتأمين الصحي وادخال مفاهيم الجودة في الرعاية الصحية في فلسطين.
عمل في مشاريع التعاون الدولي، بين وزارة الصحة الفلسطينية والمؤسسات المانحة الدولية بين عامي 1999 و 2004.
في العام 2004، انتقل للعمل مع «منظمة الصحة العالمية» في القدس، كمدير للبرامج الصحية.
في حزيران عام 2007، عُين وزيرًا للصحة في حكومة سلام فياض الأولى.
عُين في 3 أغسطس 2023، رئيسًا لمجلس أمناء جامعة نابلس للتعليم المهني والتقني.
في 1 أبريل 2024، شُكل مجلس إدارة المجلس الأعلى للإبداع والتميز للمرة الثالثة، وعينه الرئيس محمود عباس عضوًا فيه ولا يزال.